# Manciano
Manciano är en ort och kommun i provinsen Grosseto i regionen Toscana i Italien. Kommunen hade 7 210 invånare (2018).